# Осіола (округ, Флорида)
Шаблон:StateAbbr_ 28°04′ пн. ш. 81°09′ зх. д. / 28.06° пн. ш. 81.15° зх. д.
Осіола (англ. Osceola County) — округ (графство) штату Флорида, США. Площа 3901 км².
Населення 268 685 осіб (2010 рік). Адміністративний центр у місті Кіссіммі.
Округ виділений 1887 року з округів Бревард й Орандж. Входить до агломерації Орландо.

## Географія
За даними Бюро перепису населення США, загальна площа округу становить 1 506 квадратних милі (3 901 км²), з них 1 327 квадратних миль (3 440 км²) — суша, а 178 квадратних милі (460 км²) (11,9 %) — вода.

## Суміжні округи
- Орандж, Флорида — північ
- Бревард, Флорида — північний схід
- Індіан-Рівер, Флорида — схід
- Окічобі, Флорида — південний схід
- Гайлендс, Флорида — південь
- Полк, Флорида — захід
- Лейк, Флорида — північний захід

## Галерея

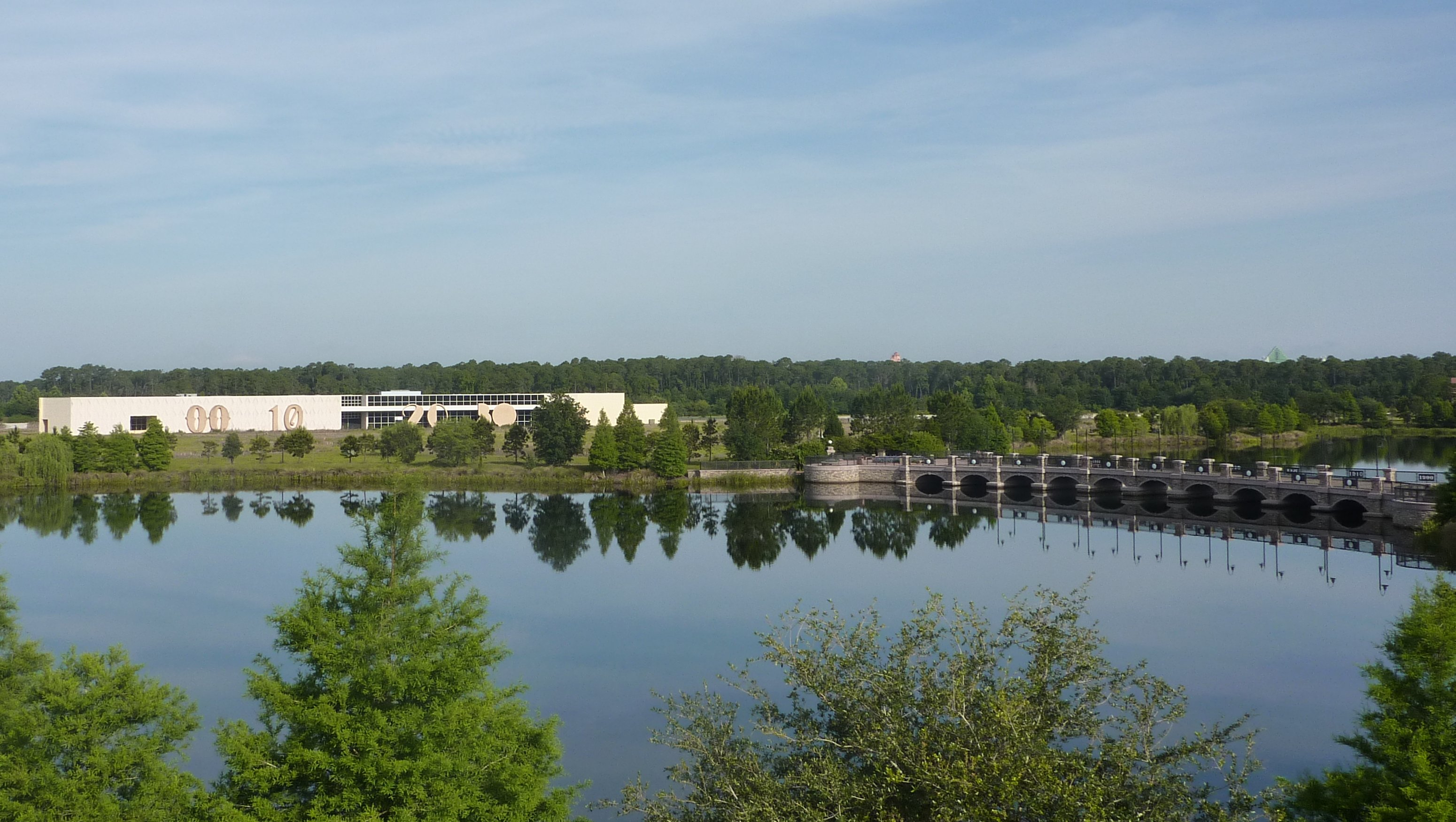
Міст у Дисней-Ворлд
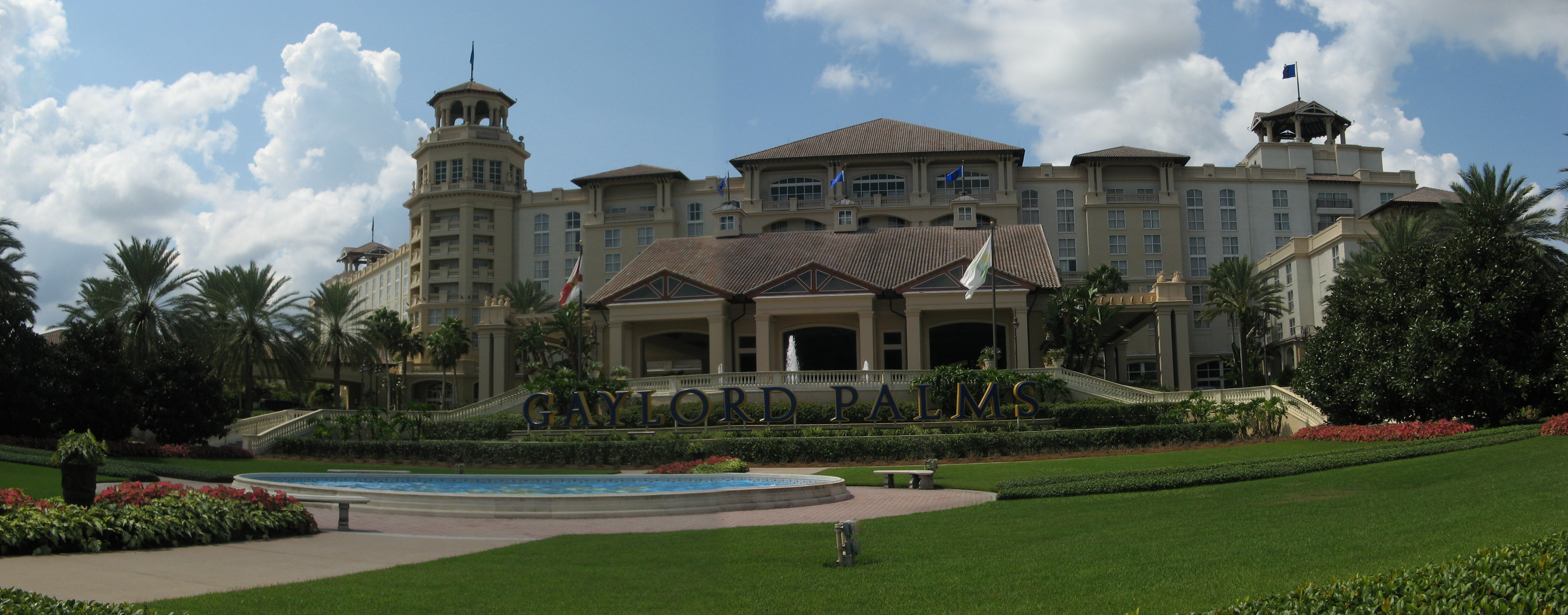
Панорама Гейлорд Палмс курорту